# Ботетур, Джон, 1-й барон Ботетур
Джон Ботетур (англ. John Botetourt; приблизительно 1265 — 25 ноября 1324) — английский аристократ, 1-й барон Ботетур с 1305 года. Участвовал в войнах с Шотландией и Францией, дважды занимал должность адмирала Северных морей. При Эдуарде II был в составе оппозиции. Примкнул к мятежу Томаса Ланкастерского, после поражения в 1322 году сохранил жизнь ценой штрафа.

## Биография
О происхождении и ранних годах жизни Джона Ботетура нет никаких надёжных сведений, хотя он явно обладал хорошими связями и политическим влиянием. Согласно одной из хроник, Джон был внебрачным сыном короля Эдуарда I, но современные исследователи считают эту версию неправдоподобной. Предположительно родителями Джона были землевладелец из Норфолка Ги Ботетур и его жена Ада.
Ботетур впервые упоминается в источниках в связи с событиями 1270-х годов как сокольничий при королевском дворе. Эдуард I наградил его за службу рядом доходных постов и поместий в Валлийской марке: так, в 1291 году Джон стал констеблем замка Сен-Бриавель в Глостершире, в 1292 году получил поместье Дрейтон в Шропшире. Благодаря удачному браку, заключённому между 1285 и 1292 годами, он приобрёл владения в Бедфордшире, Вустершире, Эссексе и Саффолке; в результате интересы Ботетура оказались связаны не с Валлийской маркой, а с Восточной Англией. Между 1294 и 1297 годами Джон занимал должность адмирала Северных морей и в этом качестве боролся с пиратами, действовал против французов, в 1295 году взял Шербур и переправил воинский контингент в Гасконь, в 1297 году организовывал оборону восточного побережья. В 1298 году Ботетур стал рыцарем-баннеретом. Он принял активное участие в шотландской войне: сражался при Фолкерке (1298 год), участвовал в осаде Карлаверока (1300), защищал западные марки вместе с Робертом Брюсом (1303). Когда последний поднял восстание против англичан, сэр Джон его преследовал, но не смог захватить в плен (1306—1307).
13 июля 1305 года Ботетура впервые вызвали в парламент, и это событие считается началом истории баронии Ботетур. При следующем короле, Эдуарде II, сэр Джон примкнул к оппозиции, которую возглавлял граф Томас Ланкастерский. 31 января 1308 года Ботетур вместе с ещё четырьмя лордами подписал Булонскую декларацию с требованием отослать от двора королевского фаворита Пирса Гавестона; это требование не было выполнено, и барон потерял Сен-Бриавель. Летом 1310 года сэр Джон выступал в роли посредника на переговорах между Эдуардом II и оппозиционными лордами, но конфликт не был улажен. Вместе с Ги де Бошаном, графом Уориком, он похитил в 1312 году Гавестона из-под опеки Эмара де Валенса, графа Пембрука, и вскоре Пирс был казнён. Годом позже вместе с другими баронами, причастными к смерти фаворита, Джон заключил мир с Эдуардом II и получил от него полное прощение. Он был назначен губернатором Фрамлингемского замка в Саффолке в 1314 году, в 1315 году снова стал адмиралом Северных морей и установил морскую блокаду шотландских портов, из-за чего по всей Шотландии резко выросли цены на зерно. Летом 1318 года Ботетур участвовал в переговорах между королём и баронами, по итогам которых был заключён Ликский договор, а в конце того же года стал одним из семи лордов, образовавших по решению парламента государственный совет. В 1321 году он примкнул к очередному мятежу Ланкастера. Барон сражался 16 марта 1332 года при Боробридже, где оппозиция была наголову разгромлена, и смог избежать казни, выплатив огромный штраф — тысячу фунтов (8 октября 1322 года). Спустя два года, 25 ноября 1324 года, Ботетур умер.

## Семья
Барон был женат на Матильде, дочери сэра Томаса Фицотеса и Беатрисы Бошан. В этом браке родились сын Томас и две дочери: Элизабет (жена Уильяма Латимера, 3-го барона Латимера из Корби) и Ада (жена Ричарда Фицсимона). Томас умер при жизни отца, так что земли и баронский титул унаследовал сын Томаса Джон.